# 마스살라차시

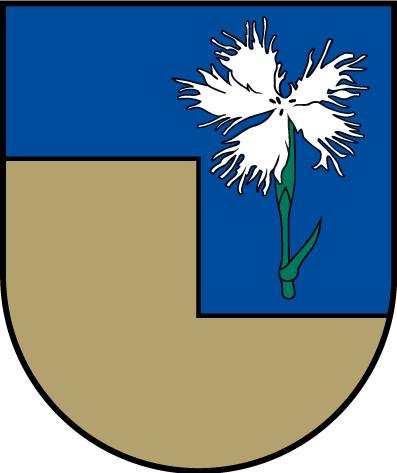
시 문장

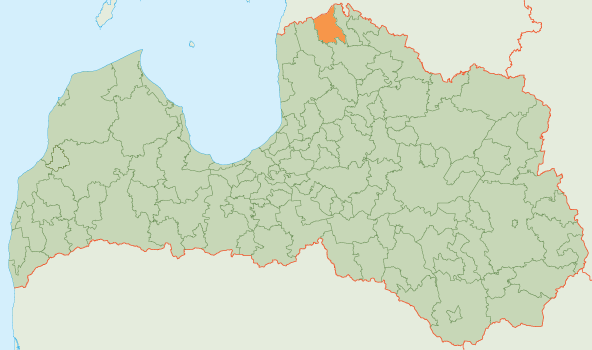
마스살라차 시의 위치

마스살라차시(라트비아어: Mazsalacas novads)는 라트비아의 지방 자치체로 행정 중심지는 마스살라차이며 면적은 417.9km2, 인구는 4,042명(2009년 기준), 인구 밀도는 9.7명/km2이다. 1개 도시, 4개 교구를 관할한다.

## 같이 보기
- 라트비아의 행정 구역